# Генуя (метрополійне місто)
Метрополі́йне мі́сто Ге́нуя (італ. Città metropolitana di Genova — адміністративно-територіальна одиниця у регіоні Лігурія, Італія. Одне з 10 метрополійних міст, що створені законом 7 квітня 2014 року. З 1 січня 2015 року замінює провінцію Генуя.